# 里卡多·罗德里格斯 (足球运动员)
里卡多·伊万·罗德里格斯·阿拉亚（西班牙語：Ricardo Iván Rodríguez Araya，1992年8月25日—），是一名瑞士職業足球員，司職左閘，現效力於西甲球队贝蒂斯，他也为瑞士国家队出战国际比赛。洛迪古斯被形容為一個技術嫻熟的的後衛，亦因其頭球能力強和精確的傳中而成名。另外，洛迪古斯處理自由球和十二碼能力出眾，效力沃尔夫斯堡時期，他曾是球隊頭號十二碼手。
列卡度·洛迪古斯是一位具有智利及西班牙血統的球員，父親為西班牙人，母親為智利人。洛迪古斯曾於苏黎世的青年軍效力8年，並於2010年時升上一隊，開始其職業生涯。2012年1月，德甲球队沃尔夫斯堡以750萬歐元的價錢把他帶到德國。洛迪古斯於各項賽事共為球隊上陣184場比賽，攻入22球，並贏得2015年德國足協盃和2015年德國超級盃冠軍。2017年，他轉會至意甲球队AC米兰。
在國家隊方面，洛迪古斯曾代表瑞士各級別的青年隊參賽，並曾贏得2009年U-17世界杯。他從2011年起開始入選瑞士國家足球隊，代表瑞士上陣超過40場，並參加了2014年世界盃及2016年歐洲國家盃。2014年，洛迪古斯成為當年的瑞士足球先生。

## 俱乐部生涯

### 蘇黎世
洛迪古斯於2001年加入施瓦門丁根足球會的青年軍，並於2002年轉投蘇黎世。他於2009年時晉升至一線隊。同年7月29日，於2009-10賽季歐洲冠軍聯賽外圍賽對陣馬里博爾時，洛迪古斯首次列入球隊的大軍名單，但只任後備沒有上陣，球隊亦以2比3落敗。
在他17歲時，洛迪古斯首次為球隊上陣。2010年3月21日，他在瑞士足球超级联赛對陣贝林佐纳時，於上半場32分鐘時入替受傷的汉努·蒂希宁，球隊在該場比賽亦以2比0勝出。同年4月5日，洛迪古斯在「蘇黎世德比」首次對陣草蜢時，為球隊上陣全場比賽，球隊亦在主場以3比2勝出。
2010年7月20日，洛迪古斯於聯賽對陣巴素利時，第二次為球隊正選上陣，但球隊在主場以2比3不敵對手。2011年4月28日，洛迪古斯射入職業生涯首個入球。在聯賽對陣納沙泰爾時，他為球隊先開紀錄，協助球隊大勝3比0。
洛迪古斯於2011年7月27日首次於歐洲賽事上陣。他於歐洲冠軍聯賽外圍賽第三圈對陣標準列治的首循環比賽中，首次於歐洲賽事打滿全場，並助攻給國家隊隊友，協助球隊作客以1比1戰和對手。在次循環比賽中，雖然洛迪古斯錯失一次入球機會，但蘇黎世仍以1比0戰勝對手，晉級外圍賽第四圈，對手為德國甲組足球聯賽的拜仁慕尼黑。在第四圈的雙循環比賽中，洛迪古斯於兩場比賽中皆打滿全場，但球隊兩回合計以3比0落敗，需轉戰欧足联欧洲联赛。
同年10月26日，洛迪古斯在聯賽對陣圖恩時，射入一球十二碼，帶領球隊以2比0勝出。12月10日，蘇黎世在主場迎戰錫永，雙方最終以1比1打平。此場比賽是歇冬期前最後一場聯賽賽事，亦是洛迪古斯代表蘇黎世上陣的最後一場賽事。次年1月11日，蘇黎世官方宣佈球會接受德甲球队沃尔夫斯堡對洛迪古斯的報價，在完成體檢後便能完成所有轉會手續。洛迪古斯雖然於賽季中時被賣走，但球迷仍將他選為蘇黎世最佳球員。

### 禾夫斯堡

#### 2012-13賽季
2012年1月13日，19歲的洛迪古斯正式转会至德甲球队沃尔夫斯堡，轉會費為750萬歐元，并签订了一份为期四年半的合同。1月21日，於轉會後一星期，他在主场以1比0战胜科隆的比赛中，首次代表新東家上陣並踢滿全場，協助球隊小勝1比0。洛迪古斯在轉會後，獲時任領隊信任，成為球隊的正選左閘，上陣全部聯賽賽事，其中八場為正選上陣。但球隊的成績並不理想，遭到辭退。看守領隊洛倫茨-君特·科斯特納傾向起用經驗更豐富為球隊正選左閘。在成為新任領隊後，洛迪古斯再次成為球隊的正選球員。

#### 2013-14賽季
2013年11月9日，罗德里格斯射入了加盟新东家后的首个入球。在聯賽對陣多特蒙德時，雖然球隊於半場時以0比1落後，但憑他射入一球自由球，協助球隊追和，最後球隊更以2比1反勝對手。同月29日，洛迪古斯在對陣漢堡時，射入一球十二碼，協助球隊迫和對手1比1。12月14日，他在對陣史特加時，以一記罰球射破門將的十指關，令球隊以3比1勝出。
在這個賽季，罗德里格斯上陣所有聯賽比赛，全部踢满整场，共取得5个入球及9次助攻，但他未能入選德甲聯賽最佳陣容。在此賽季，洛迪古斯的助攻數目高於歐洲聯賽任何一位後衛。他平均每場有2.3次關鍵傳球，與兩屆意大利足球甲級聯賽足球先生一樣；而他平均每場有2.6次成功盤球，亦比多。

#### 2014-15賽季

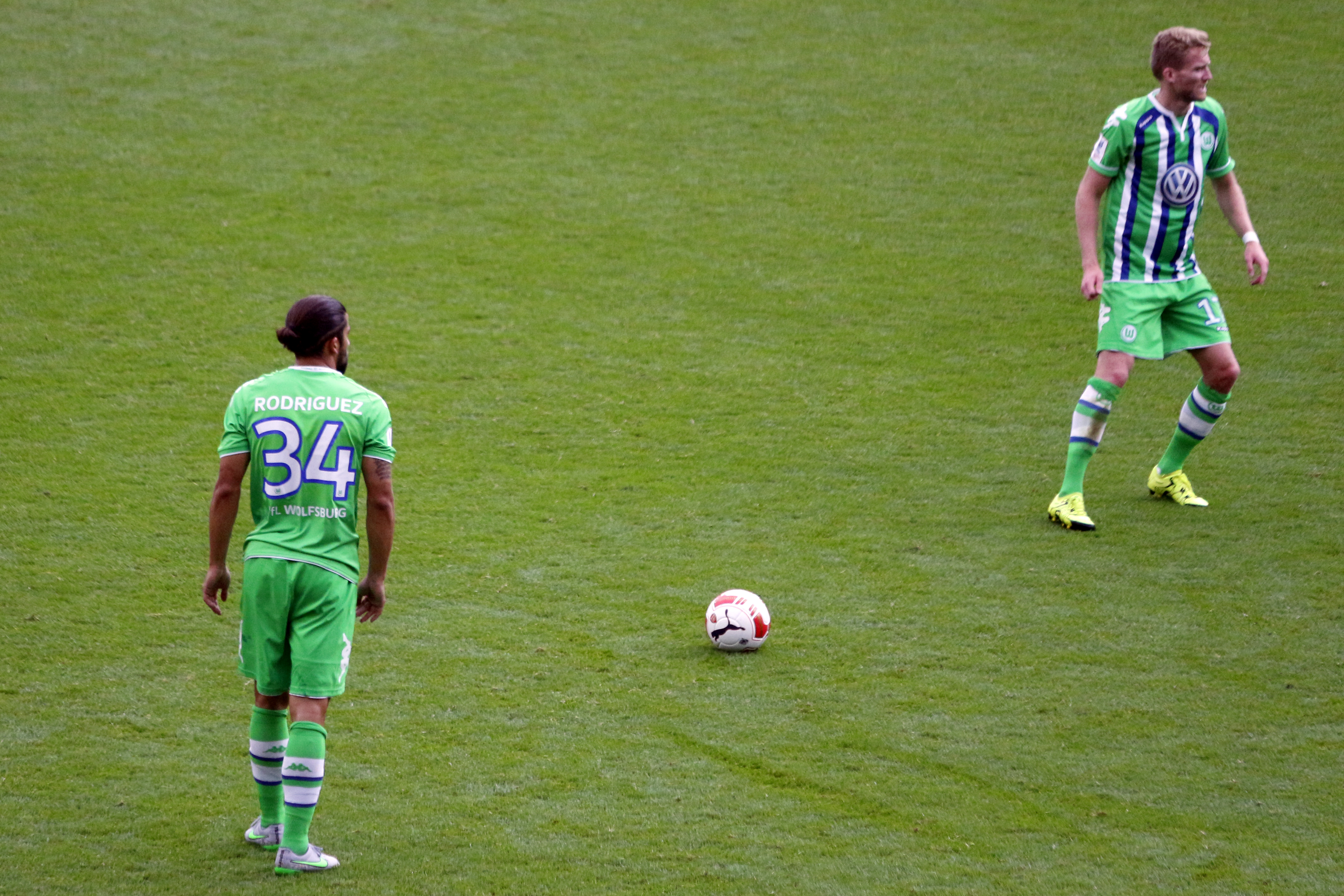
處理罰球時的洛迪古斯（圖左）

2014年9月18日，洛迪古斯射入轉會後首個歐洲賽入球。對陣埃弗顿時，他於補時階段射入一記罰球，但球隊仍以1比4落敗。三日後，洛迪古斯於比賽中梅開二度。他先射入一球十二碼，再接應凱文·德布勞内的角球射入另一球，協助球隊以4比1大勝。9月27日，他於聯賽對陣雲達不萊梅時，接應的傳中射入一球，令球隊以2比1勝出。
2014年10月，洛迪古斯因膝蓋骨腱和大腿的傷患而需缺陣數星期。10月31日，洛迪古斯的經理人表示，球員的合約將於2016年到期，並會跟球會商討續約的事宜。12月11日，在欧足联欧洲联赛對陣里爾時再次梅開二度，帶領球隊以3比0勝出，晉級賽事的淘汰賽。2015年1月，他與球會簽訂了一份期至2019年的新合同。4月7日，沃尔夫斯堡於八強的比賽中迎戰弗赖堡，洛迪古斯射入了一球十二碼，此入球亦是全場唯一的入球。在比賽中，洛迪古斯亦曾成功在門線前解圍，帶領球隊以1比0晉級四強。5月30日，洛迪古斯在決賽上陣90分鐘，協助球隊以3比1擊敗多特蒙德奪冠。

#### 2015-16賽季
2015年8月1日舉行的德國超級盃比賽，沃尔夫斯堡的對手為拜仁慕尼黑。洛迪古斯於此場比賽中正選上陣。在互射十二碼的階段中，他射入首輪的十二碼。最終，亦以5比4擊敗對手奪得冠軍。
2016年4月6日，沃尔夫斯堡於歐洲冠軍聯賽八強的比賽對陣西甲的皇家馬德里。於首回合的比賽中，洛迪古斯射入一球十二碼，打破門將738分鐘不失球的紀錄，亦協助球隊以2比0取得首回合勝利。

#### 2016-17賽季
2016年8月20日，洛迪古斯在德国足协杯對陣法蘭克福的比賽中，於本賽季首次上陣。他亦於聯賽首戰對陣奧格斯堡的比賽中上陣，並攻入一記罰球。

### AC米蘭
2017年6月8日，洛迪古斯轉會至意甲球隊AC米蘭，簽約4年。轉會費據報為1500萬歐元，另設200萬歐元附加獎金條款他因其母親於1968年出生而挑選穿上68號球衣。
7月27日，洛迪古斯在歐足協歐洲聯賽外圍賽對陣卡拉奧華大學的比賽中首次代表球隊上陣，並攻入一記罰球，協助球隊勝出首回合的賽事；其後，他在次回合的比賽的一次罰球攻勢中，交出1次助攻予，協助球隊以2比0勝出。8月21日，洛迪古斯首次於聯賽上陣，對手為克罗托内，球隊亦以3比0大勝。9月20日，他於聯賽對陣史帕爾時，射入十二碼，攻入首個聯賽入球，協助球隊於主場以2比0勝出。

## 国家队生涯

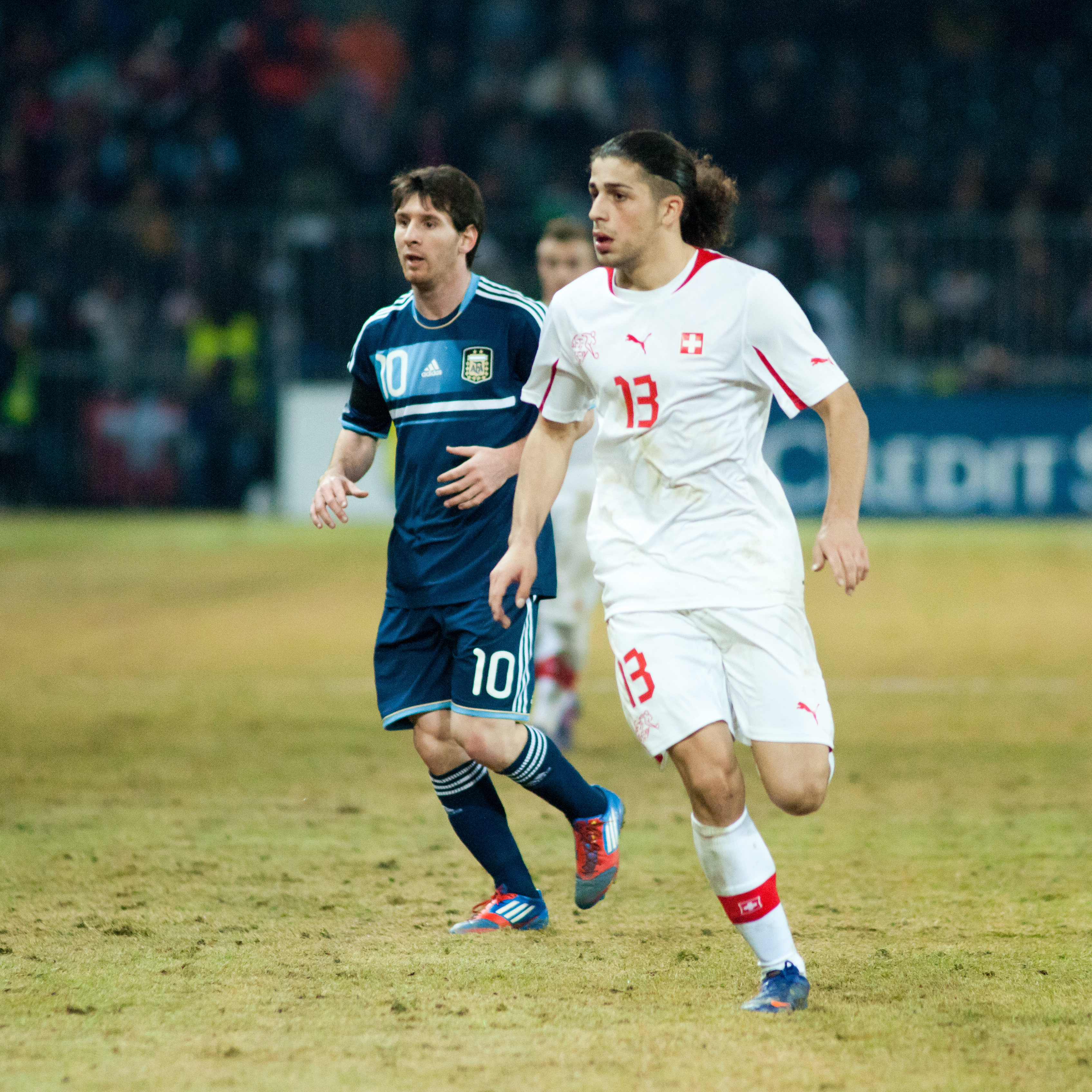
2012年對陣阿根廷，洛迪古斯（圖右）正在防守梅西

2009年，洛迪古斯跟隨瑞士U17，夺得了2009年U-17世界杯的冠军。於分組賽中，洛迪古斯在對陣日本U17時曾射入致勝的一球，令球隊以4比3險勝。於十六強對陣德國U17時，洛迪古斯為球隊先開紀錄，協助球隊以4比3勝出，晉級八強。於四強對陣哥倫比亞U17時，洛迪古斯射入己方的最後一球，協助球隊大勝4比0，晉級決賽。這是繼1924年夏季奧林匹克運動會後，瑞士再次打進國際足球協會賽事的決賽。11月15日，洛迪古斯在決賽中正選出場，瑞士最終以1比0戰勝對手尼日尼亞U17。
2011年10月7日，在2012年歐洲國家盃外圍賽對陣威尔士的比賽中，罗德里格斯首次为瑞士国家队上陣。他於下半場入替，但是球隊以0比2不敵對手。四日後，他在對陣黑山時，為球隊首次正選上陣，最終球隊以2比0勝出，但瑞士仍無法取得2012年歐洲國家盃決賽週的資格。同年11月11日，在對陣荷兰的一場友誼賽中，洛迪古斯成功為球隊保持不失球。
在2012年夏季奥运会中，洛迪古斯代表瑞士隊上陣了所有分組賽的賽事，但球隊於分組賽淘汰出局。
在2014年世界盃外圍賽，洛迪古斯在十場比賽中，只是缺陣了一場比賽。2013年10月11日，在倒数第二轮比赛中，洛迪古斯跟隨球隊作客以2比1战胜阿尔巴尼亚，获得了参加2014年世界杯决赛圈的资格。2014年5月13日，洛迪古斯獲選進瑞士參加世界盃的大軍名單。瑞士在首場決賽圈分組賽，對陣厄瓜多尔，洛迪古斯交出兩次助攻。接應他開出的角球，追平比分；另一隊友亦接應洛迪古斯的傳中，射入反超前的一球。瑞士最終亦以2比1勝出。在世界盃的比賽中，洛迪古斯場均有5次的搶斷和2.5次攔截，他閱讀球賽的能力和防守能力獲外界讚賞。
在2016年歐洲國家盃的比賽中，洛迪古斯為瑞士隊上陣全部分組賽和十六強的賽事。在十六強的比賽中，瑞士和波兰需以互射十二碼分勝負。雖然洛迪古斯射入首輪的十二碼，但隊友射失，總比數以4比5淘汰出局。2016年10月8日，洛迪古斯在2018年世界盃外圍賽對陣匈牙利時，射入首個國際賽入球，帶領球隊以3比2勝出。

## 比賽風格

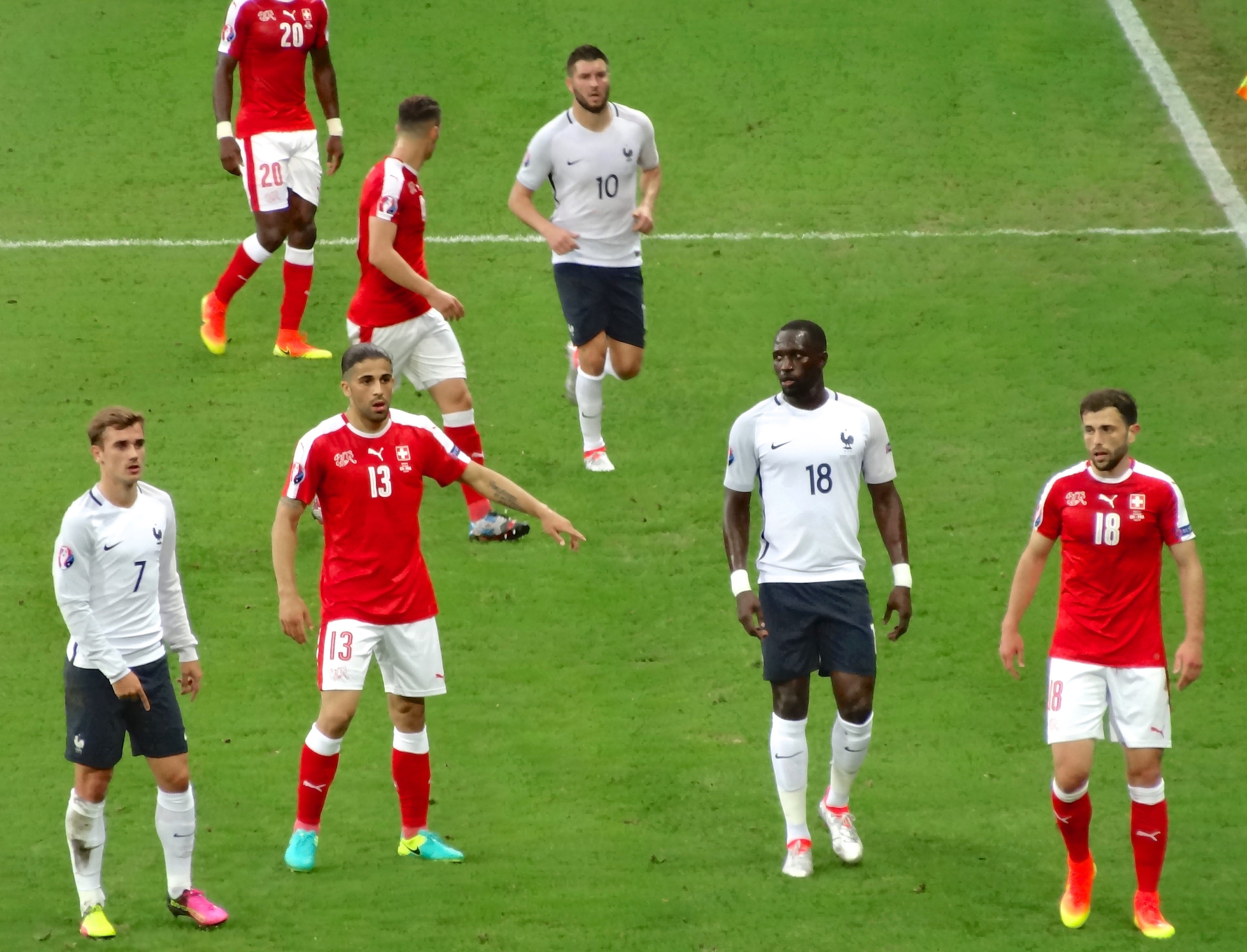
2016年歐洲國家盃對陣法国的比賽中，洛迪古斯（13號）正在進行防守

洛迪古斯被認為是一位攻守皆能、技術嫻熟和頭球能力強的後衛。因為洛迪古斯的速度高和擁有過人的體能，所以他經常在比賽中壓上前場助攻。但是，洛迪古斯間中挨批其位置感、場上的專注度和防守紀律，讓對手的球員能運用其身後的空位進攻。
洛迪古斯的傳中和傳送準確，時常與埃弗顿的相提並論。此外，洛迪古斯處理自由球和十二碼能力出眾，在球會和國家隊的賽事中，他為自由球和十二碼頭號射手。2014年，時任沃尔夫斯堡領隊讚賞洛迪古斯為「德甲最好的左後衛」。

## 个人生活
洛迪古斯於蘇黎世出生，他的父親為西班牙人，母親為智利人。因此，洛迪古斯能說流利的西班牙文，亦擁有西班牙、智利和瑞士的国籍。他的长兄羅拔圖·洛迪古斯和弟弟弗朗西斯科·洛迪古斯皆為足球員，分別效力蘇黎世和沃尔夫斯堡。

## 生涯數據

### 球會數據
截至2016年10月7日